# Palais Bocconi
Le palais Bocconi, également connu sous le nom de Palazzo della Rinascente ou Palazzo La Rinascente 1920, est un palais éclectique situé à Largo Chigi, dans le rione Colonna de Rome, au numéro 189 de la Via del Corso et à côté de la Galleria Alberto Sordi. Construit entre 1886 et 1889, il abrite actuellement le magasin principal de Zara dans la capitale italienne , . 

## Histoire
Le palais a été construit entre 1886 et 1889 par Giulio De Angelis pour les frères Ferdinando et Luigi Bocconi, propriétaires du grand magasin "Aux villes d'Italie", à côté de la Piazza Colonna ,. 

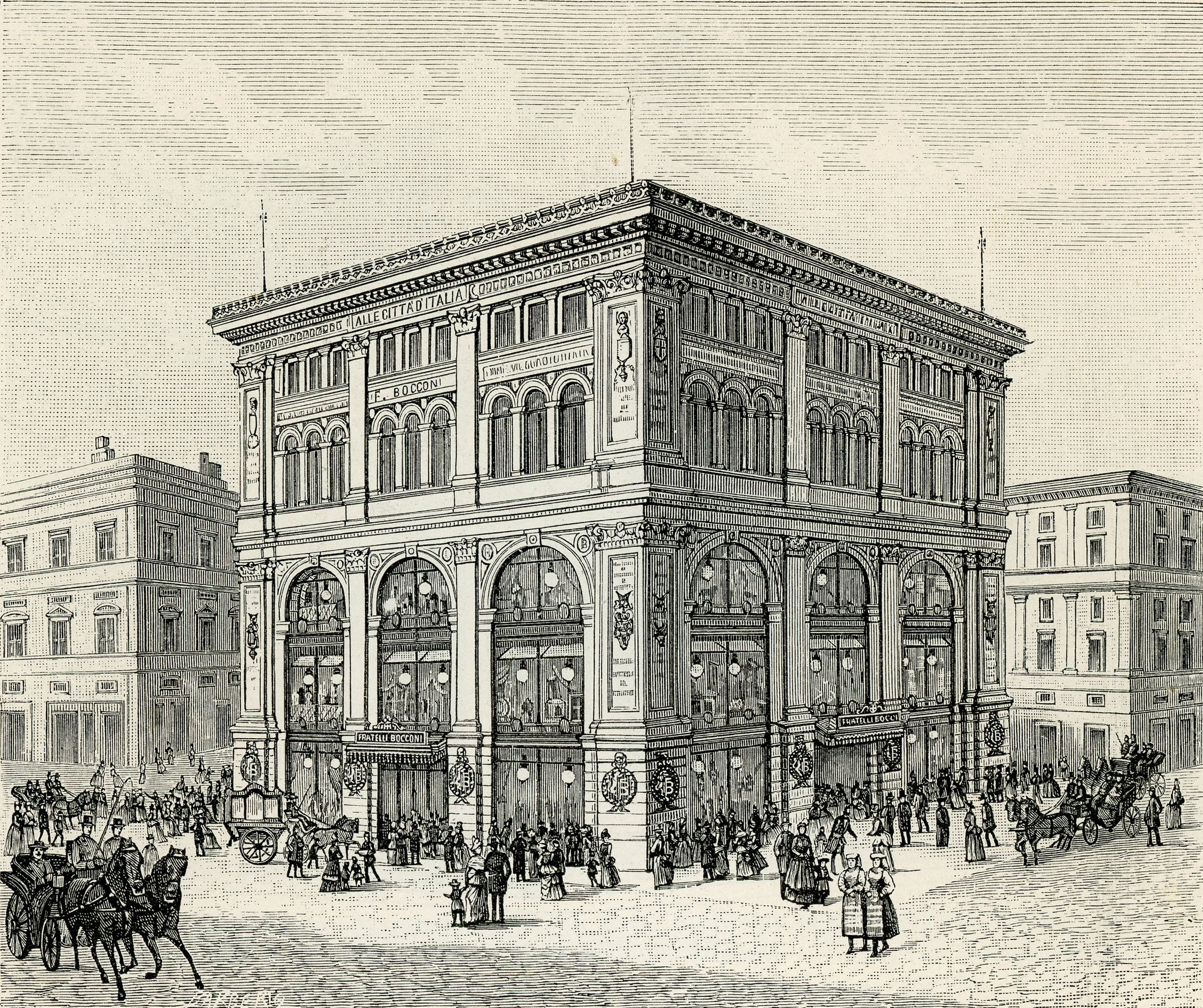
Gravure de 1894 mettant l'accent sur l'éclairage électrique du bâtiment, l'une des raisons de son grand succès à l'époque.

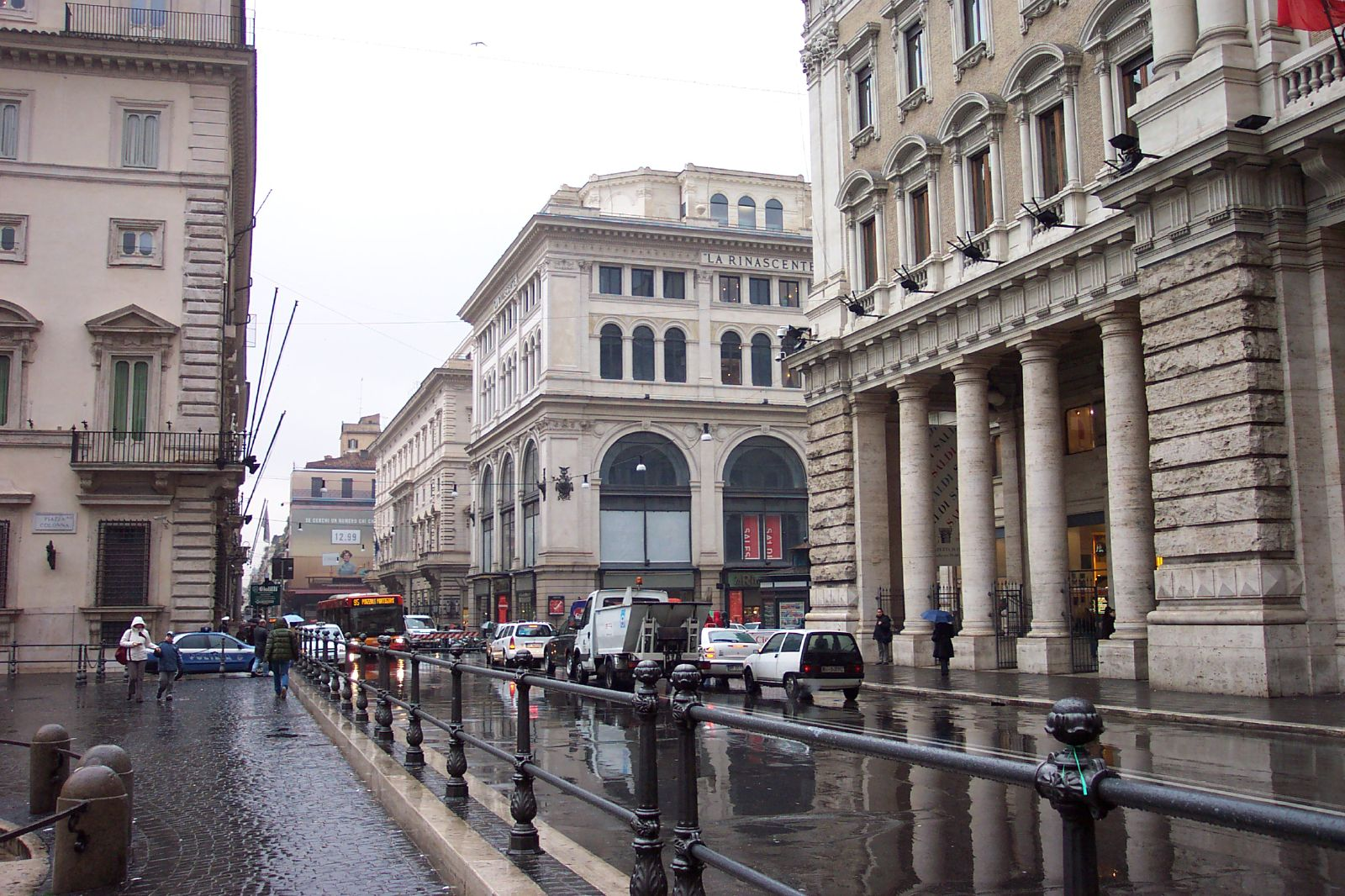
Vue depuis la Piazza Colonna le long de la Via del Corso : d'abord la Galleria Alberto Sordi puis le Palazzo della Rinascente. À gauche, l'angle du palais Chigi.

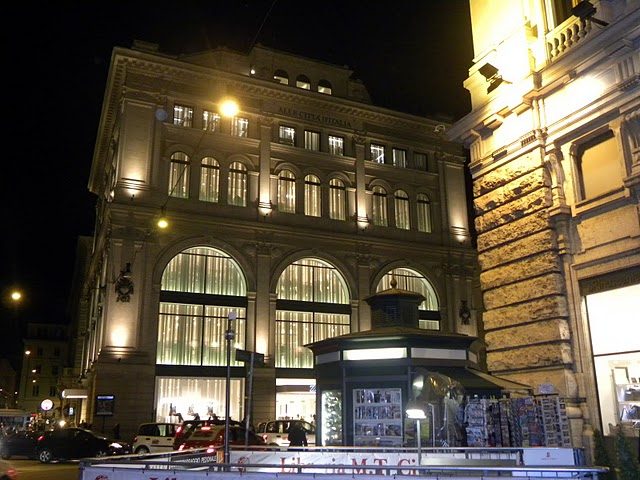
Vue de nuit.

L'établissement Bocconi, comme on l'appelait alors, est devenu la référence commerciale la plus importante à Rome pour les vêtements préfabriqués, conformément à un type de bâtiment qui se répandait à travers l'Europe. La construction s'inspire certainement d'expériences européennes similaires : quatre ans plus tôt, Paul Sédille avait commencé à construire Les magasins du Printemps à Paris; À la Belle Jardinière d'Henri Blondel avait déjà dix ans. Malgré les dimensions modestes par rapport à ces modèles parisiens, rappelant l'intérieur du Bon Marché, tel qu'il apparaissait dans le discours inaugural du roi Humbert Ier, le palais Bocconi peut être considéré comme une œuvre très avancée selon les normes italiennes, le premier " Paradis des Dames ", une situation qui a duré longtemps  . 
Peu de temps après, De Angelis a également construit le palais Chauvet, sur la Via dei Due Macelli, reprenant le thème de la Galleria Sciarra  . 